# Montcléra
Montcléra település Franciaországban, Lot megyében. Lakosainak száma 275 fő (2022. január 1.). Montcléra Les Arques, Cazals, Frayssinet-le-Gélat, Gindou, Goujounac, Marminiac és Saint-Caprais községekkel határos.

## Népesség
A település népességének változása:
| Lakosok száma | 360  | 291  | 317  | 279  | 279  | 281  | 271  | 267  | 262  | 275  |
|               | 1968 | 1982 | 1990 | 2006 | 2013 | 2015 | 2017 | 2019 | 2020 | 2022 |